# Uromenus catalaunicus
Uromenus catalaunicus är en insektsart som först beskrevs av Bolívar, I. 1898.  Uromenus catalaunicus ingår i släktet Uromenus och familjen vårtbitare. Inga underarter finns listade i Catalogue of Life.